# Джон Пітер Зенгер
Джон Пітер Зенгер (англ. John Peter Zenger, 1697—†1746) — американський друкар, видавець, редактор і журналіст. Як видавець опозиційної газети New York Weekly Journal був звинувачений у наклепі, притягнутий до суду і, зрештою, виправданий. Цей судовий розгляд, знаний як «справа Зенгера», вважається точкою відліку у становленні вільної американської преси.

## Біографія
Джон Пітер Зенгер народився 1697 року в Німеччині у Пфальці, а у 1710 році у віці тринадцяти років зі своєю родиною переселився до Америки. Його батько помер під час двомісячної морської подорожі на шляху до Нью-Йорка, і матері довелось одній виховувати Джона і його брата та сестру. Після прибуття до Америки мати відправила Зенгера на навчання до Вільяма Бредфорда, єдиного на той час видавця в Нью-Йорку, що працював на уряд; його учнем Зенгер залишався до 1718 року. Окрім роботи і навчання, як дуже релігійна людина, Зенгер щонеділі відвідував місцеву церкву, де грав на органі під час церковної служби. Він був одружений двічі (у 1719 і 1723): перша дружина померла, залишивши йому сина; у другому шлюбі народилося п'ятеро дітей.
У 1725 році Джон Зенгер став партнером Бредфорда у бізнесі, а згодом відкрив власну друкарню. До 1733 року тут друкувались релігійні твори, памфлети і книги, після чого колишній генеральний прокурор Нью-Йорка Джеймс Александр запропонував Зенгеру видавати газету New York Weekly Journal. У газеті передбачалося друкувати викривні матеріали, спрямовані проти чинного губернатора Вільяма Косбі. Зенгер вважав губернатора ідолопоклонником, що забув Бога і схиляється перед владою і багатством, тому не міг відмовитися від цієї пропозиції.
Після завершення «Справи Зенгера» (див. нижче) жив у Нью-Йорку і надалі видавав New York Weekly Journal до смерті у 1746 році. Похований на кладовищі Церкви Трійці у Нью-Йорку. Видання газети продовжив старший син Зенгера, Джон.

## Справа Зенгера
Справа Зенгера позначила собою початок нового етапу у конфлікті між колоністами в Америці і колоніальним урядом.
У 1731 році король Великої Британії Георг II призначає губернатором Нью-Йорка Сера Вільяма Косбі (на той час чинного губернатора острова Менорка), який вирізнявся грубістю у веденні справ і відверто застосовував незаконні методі для досягнення своїх цілей, що викликало хвилю незадоволення у середовищі впливових нью-йоркців. Група городян на чолі з юристом (колишнім прокурором) Джеймсом Александром і Льюїсом Моррісом (суддею, який був усунутий губернатором з посади за непокору), звернулись до Зенгера з пропозицією видавати опозиційну газету New York Weekly Journal. Перше число газети вийшло в світ 5 листопада 1733 року.
У кінці 1733 року Зенгера починають підозрювати у наклепі за публікацію матеріалів, що ганьбили честь чинного губернатора Нью-Йорка Вільяма Косбі, який у статтях видання викривався як корупціонер і хабарник (зокрема, у першому номері була описана спроба губернатора змінити результат місцевих виборів через тиск на шерифа і визнання недійсними голосів, відданих квакерами). Автором матеріалів був не сам Зенгер, а його колеги журналісти, що використовували псевдоніми. Справжнім у газеті залишалось лише ім'я видавця, через що його й притягли до суду. При цьому питання про достовірність або хибність фактів не ставилось на розгляд, оскільки йшлося про особу королівського губернатора і за законом необхідно було лише довести, що Зенгер був видавцем.
Закон є закон. Правда не мала значення.Оригінальний текст (англ.)
{{{2}}}— Едвард Резерфорд. «Нью-Йорк»
6 листопада 1734 року губернатор організував публічне спалення чергового випуску New York Weekly Journal і призначив (безрезультатно) нагороду 50 фунтів тому, хто назве імена авторів опублікованих статей.
Протягом декількох наступних місяців губернатор Косбі намагався чинити тиск на суди, щоб закрити New York Weekly Journal. 17 листопада 1734 року Зенгера заарештували і майже дев'ять місяців до суду він провів у в'язниці. Адвокатам видавця Джеймсу Александру і Вільяму Сміту було заборонено брати участь у судовому розгляді (зокрема, першого усунули звинувативши у неповазі до суду), звільнення під заставу також було неможливе, оскільки встановлена судом сума (під тиском Косбі) була непомірно велика. Друзі і колеги Зенгера найняли визначного адвоката з Філадельфії — Ендрю Гамільтона. Протягом всього часу перебування Зенгера у в'язниці газету регулярно випускали його родина і прибічники.

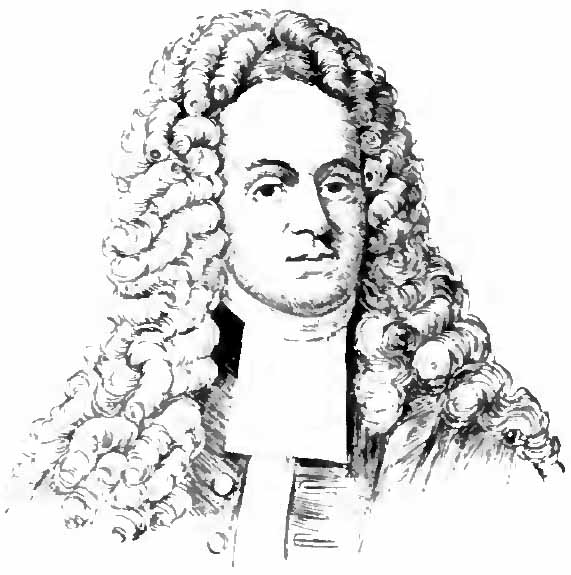
Ендрю Гамільтон

Судове засідання відбулось у вівторок 29 червня 1735 року. Суддею був призначений Джеймс ДеЛенсі, друг і соратник губернатора Косбі.
Прокурор в обвинувальній промові наполягав на розгляді справи з точки зору наявності публічного наклепу на губернатора і уряд колонії незалежно від достовірності фактів, викладених у газеті:
Пан прокурор заявив, що не має уявлення, що можна сказати на захист людини, яка так скандально звела наклеп на губернатора, високих чиновників і робітників урядових установ, звинувативши їх у позбавленні громадян прав і свобод, в усуненні суду присяжних і, в цілому, у скиненні закону. Якщо це не наклеп, заявив він, то що тоді?Оригінальний текст (англ.)
Mr. Attorney added that he did not know what could be said in defense of a man that had so notoriously scandalized the Governor and the principal magistrates and officers of the government by charging them with depriving the people of their rights and liberties, taking away trial by jury, and, in short, putting an end to the law itself. If this was not a libel, he said, he did not know what was one.
Гамільтон як адвокат звертався до присяжних, що було нововведенням: традиційно адвокат і прокурор звертались у промові до судді, який потім пояснював присяжним, якою він бачить справу і радив відповідний вердикт. У своїй промові Гамільтон підкреслив, що цей розгляд стосується не тільки одного журналіста і одного губернатора, а зачіпає самісінькі підвалини свободи преси і свободи людини:
Питання, поставлене перед судом і вами, панове присяжні, не відноситься до несуттєвих чи окремих випадків. Це не слухання справи одного бідолашного видавця чи одного лише Нью-Йорка. Ні! Наслідки цього розгляду можуть у підсумку торкнутися будь-якої вільної людини, що живе в Америці під управлінням Британії. Це основоположна справа. Це справа свободи.Оригінальний текст (англ.)
The question before the Court and you, Gentlemen of the jury, is not of small or private concern. It is not the cause of one poor printer, nor of New York alone, which you are now trying. No! It may in its consequence affect every free man that lives under a British government on the main of America. It is the best cause. It is the cause of liberty.
Після виступу прокурора й адвоката присяжні пішли на нараду, але за десять хвилин повернулись і оголосили вердикт: невинний. Наступного дня Зенгер був звільнений.

## Наслідки
Справа Зенгера мала низку вкрай важливих наслідків для судової практики, а також для перегляду понять «право» і «свобода»:
- Публічні заяви, в яких лунають достовірні факти, віднині не вважались наклепом[18]. Однак знадобилось близько 50 років, щоб цей прецедент став загальновизнаним у всіх американських колоніях[24].
- Були сформульовані, юридично оформлені й отримали прецедент основи свободи преси (зокрема, захист від незаконного переслідування отримали журналісти і видавці)[25].
- Було заявлено, що закони, які діють у Британії, можуть бути не застосовані на території колоній[25].
- На справу Зенгера посилались і цитували промову Гамільтона супротивники «Акту про гербовий збір» у 1765 році[17].
- Ім'я Джона Зенгера часто згадувалось у дебатах 1789–1791 років, що передували ухваленню «Білля про права»[7].
- У 1736 році була опублікована «Коротка історія справи і суду над Джоном Пітером Зенгером, видавцем New York Weekly Journal» (A Brief Narrative of the Case and Tryal of John Peter Zenger, Printer of the New-York Weekly Journal), яка перевидавалась більше 20 разів (останній раз — у 1997 році)[10].

## Цікаві факти
- Не існує і ніколи не існувало жодного портрета Джона Зенгера[3].
- Ставши губернатором, Вільям Косбі своїм першим указом зажадав у свого заступника Ріпа ван Дайка половину зарплатні, виплаченої йому як виконувачу обов'язків губернатора до вступу на посаду самого Косбі[9][14].
- Незважаючи на свою «негативну характеристику», зафіксовану в історії, Вільям Косбі активно боровся з відторгненням землі від ірокезів заможними жителями Нью-Йорка[26].
- New York Weekly Journal вважається першою в Америці незалежною політичною газетою[18].
- У 1951 році режисер Пол Нікелл присвятив один з епізодів свого серіалу Studio One справі Зенгера: 3 сезон, 22 серія від 22 січня (за іншими даними 5 сезон 16 серія від 12 січня[27]) — The Trial of John Peter Zenger («Суд над Джоном Пітером Зенгером»)[28].